# Де Маиванд Аталан
«Де Маиванд Аталан» — афганский футбольный клуб. Выступает в чемпионате Афганистана. Представляет Юго-Западный регион страны.

## История клуба
Клуб был основан в 2012 году в связи с первым сезоном национального первенства. В элитную лигу попал в результате отборочных игр. Часть игроков были отобраны в команду в результате кастинг-шоу под названием («Green Field»).

## Сезон 2012
В сезоне 2012 боролся за чемпионство сначала в Группе «А», затем со 1 места вышел в полуфинал. Соперником стал Симург Альборз, который одолел Де Маиванд Аталан и вышел в финал. В результате Де Маиванд Аталан играл за 3 место с Де Спингар Базан. Матч закончился со счётом 3:2 в пользу Де Маиванд Аталан.

## Достижения
- Чемпионат Афганистана по футболу

 3-е место (1) — 2012